# جامعة ولاية واشنطن
جامعة ولاية واشنطن (بالإنجليزية: Washington State University)‏ هي جامعة عامة، ومؤسسة تعليمية عامة في الولايات المتحدة، تأسست في 28 مارس 1890، في الولايات المتحدة، وهي عضوة في Association of Research Libraries ‏، وScholarly Publishing and Academic Resources Coalition ‏.